# Haidlhof
Haidlhof (auch Herlhof) liegt in der Katastralgemeinde Gainfarn in der Stadtgemeinde Bad Vöslau in Niederösterreich.
Der Haidlhof liegt westlich von Großau und ist der ehemalige, dem 14. Jahrhundert stammende Gutshof von Schloss Merkenstein. Früher bestand hier auch eine kleine Ortschaft. Am Ende des Zweiten Weltkrieges befand sich am Haidlhof ein  Zwangsarbeiterlager für ungarische Juden, die zur Arbeit im Elektrizitätswerk, zum Luftschutzstollenbau und für Waldarbeiten eingesetzt wurden. Heute befindet sich auf dem Haidlhof das Lehr- und Forschungsgut Merkenstein, das 2010 als Kooperationsprojekt der Universität Wien und der Veterinärmedizinischen Universität Wien eröffnet wurde. Am Haidlhof werden Studien über Tierhaltung und Tierfütterung vorgenommen und spezielle Untersuchungen zur Vorbeuge von Infektionskrankheiten durchgeführt. Weitere Forschungsprojekte beschäftigen sich mit der Kognition und Kommunikation von Tieren, im Besonderen von Vögeln und Nutztieren.
Das Ensemble des Haidlhofs steht unter Denkmalschutz (Listeneintrag).

## Geschichte
Laut Adressbuch von Österreich waren im Jahr 1938 in Haidlhof ein Gastwirt und die Oekonomie Haidlhof der Berndorfer Metallwarenfabrik ansässig.